# Bardello con Malgesso e Bregano
Bardello con Malgesso e Bregano (Bardèl, Malgèss e Bregan in dialetto varesotto) è un comune italiano sparso di 3 635 abitanti della provincia di Varese in Lombardia. È stato istituito il 1º gennaio 2023 dalla fusione di Bardello, Malgesso e Bregano.

## Storia

### Simboli
L'ente risulta adottare dal maggio 2023 uno stemma così blasonabile:
L'arma riassume in sé diversi elementi mutuati dagli stemmi dei comuni previgenti, ossia il gelso di Malgesso, la torre di Bregano, la banda ondata e i pesci persici di Bardello.
In assenza di una qualche ratifica formale dello stemma, l'iter d'adozione ha avuto inizio con una determina del 22 marzo 2023, che ha indetto il bando gara per lo studio araldico e la realizzazione dei bozzetti.
Il gonfalone è stato presentato il 26 ottobre 2024 ed è costituito da un drappo rettangolare tagliato di giallo e di azzurro.

## Amministrazione
| Periodo         | Periodo        | Primo cittadino | Partito                                 | Carica                    | Note   |
| --------------- | -------------- | --------------- | --------------------------------------- | ------------------------- | ------ |
| 1º gennaio 2023 | 15 maggio 2023 | Federica Crupi  | -                                       | commissario straordinario | [ 9 ]  |
| 15 maggio 2023  |                | Giuseppe Iocca  | lista civica Costruiamo il Futuro Uniti | sindaco                   | [ 10 ] |